# Gremlins
Gremlins è un film del 1984 diretto da Joe Dante. È una commedia dell'orrore scritta da Chris Columbus, basata su leggende di creature dispettose, i gremlin, che avrebbero causato inspiegabili incidenti aerei nella Royal Air Force durante la seconda guerra mondiale, e vede come protagonisti Zach Galligan e Phoebe Cates. Steven Spielberg è stato il produttore esecutivo del film. Il film è stato al centro di grandi campagne di merchandising e opta per la commedia nera con un'ambientazione natalizia.
Gremlins è stato distribuito nelle sale l'8 giugno 1984 dalla Warner Bros. con successo commerciale e ricevendo recensioni favorevoli dalla critica. Tuttavia, ha ricevuto polemiche per le scene più violente. In risposta a questo e ad analoghe lamentele su Indiana Jones e il tempio maledetto, Spielberg suggerì che la Motion Picture Association of America (MPAA) modificasse il suo sistema di valutazione, cosa che fece entro due mesi dall'uscita del film, creando una nuova valutazione PG-13 (visione da parte dei minori di 13 anni consigliata con la presenza di un adulto).
Nel 2014 è stato inserito da Il Sole 24 Ore in una lista dei film natalizi più belli, definendolo "uno dei film migliori degli anni 1980".

## Trama
L'inventore Randall "Rand" Peltzer visita un negozio di cianfrusaglie di Chinatown, sperando di trovare un regalo di Natale per suo figlio Billy. All'interno del negozio, Rand scopre un "mogwai", un bizzarro animaletto peloso e adorabile in grado di pronunciare qualche parola. Wing, il proprietario del negozio, si rifiuta di venderglielo ma suo nipote glielo dà di nascosto, avvertendolo di rispettare tre semplici regole: non esporlo alla luce forte, che lo irrita, e soprattutto quella del sole, che lo ucciderebbe; non bagnarlo né dargli acqua da bere; e non nutrirlo dopo la mezzanotte.
Il mogwai viene chiamato Gizmo e regalato a Billy, che lavora come bancario e artista nella cittadina di Kingston Falls. La prima regola viene subito violata: la madre del ragazzo, Lynn, scatta una foto a Gizmo ed il flash lo fa impazzire per pochi secondi. Il giorno dopo, Pete, un amico di Billy, rovescia accidentalmente un bicchiere d'acqua sul mogwai, il quale fa nascere con una sorta di riproduzione asessuata altri cinque animaletti simili a lui. Mentre Gizmo è amichevole e docile, i nuovi mogwai si rivelano più problematici, tra cui l'aggressivo Ciuffo Bianco (chiamato così per il ciuffo di pelo sulla sua testa), che agisce come loro capo. Billy mostra uno dei mogwai al suo ex insegnante di scienze della scuola elementare, il professor Hanson, generando un altro mogwai, che glielo lascia per farglielo studiare.
La situazione precipita quando le creature ingannano Billy facendosi consegnare del cibo dopo la mezzanotte recidendo il cavo di alimentazione della sua sveglia, con solo Gizmo che rifiuta il cibo. Il mattino dopo, i mogwai formano dei bozzoli dai cui escono poi trasformati in "gremlins", orribili mostriciattoli color verde scuro ancora più dispettosi e violenti. A scuola, il professor Hanson viene ucciso dalla sua creatura a sua volta trasformatasi in gremlin. In casa Peltzer, i gremlin torturano Gizmo e attaccano la madre di Billy, che si salva e uccide coraggiosamente tre dei mostriciattoli. Il quarto gremlin cerca di strangolarla ma Billy, arrivato appena in tempo dopo aver scoperto il cadavere del professore, brandisce una spada e lo uccide decapitandolo. Tutti i mostri sono morti, ad eccezione di Ciuffo Bianco, che scappa in un YMCA del posto, dove si tuffa in una piscina, creando un esercito di mostriciattoli pronti a seminare distruzione a Kingston Falls. Billy cerca di far capire allo sceriffo che la città è in pericolo, ma non viene creduto. Durante la notte molte persone vengono ferite o uccise dalla follia dei gremlin, tra cui lo stesso sceriffo e la famigerata signora Deagle. 
I gremlin si riuniscono nella taverna in cui lavora Kate Beringer, la ragazza di Billy, che viene costretta a servire loro da mangiare e da bere mentre festeggiano devastando il locale. Kate riesce a fuggire stordendoli con il flash della macchina fotografica, poi si ricongiunge con Billy e fa la conoscenza di Gizmo. I tre si nascondono nella banca ormai abbandonata e qui Kate rivela a Billy e Gizmo perché odia il Natale: quando aveva nove anni, suo padre scomparve la vigilia di Natale e venne trovato morto nel camino mentre era vestito da Babbo Natale. Volendo fare una sorpresa a lei e a sua madre, era scivolato accidentalmente e si era rotto la spina dorsale mentre scendeva dal camino. Soffrendo ancora di disturbo da stress post-traumatico, Kate confessa che è così che ha scoperto che Babbo Natale non esiste.
Più tardi i giovani protagonisti scoprono la città caduta nel silenzio dopo la devastazione e che i gremlin si sono tutti rifugiati nel cinema locale per sfuggire all’alba imminente. Mentre sono intenti a guardare il film Disney Biancaneve e i sette nani, Billy apre le valvole del gas provocando un'esplosione che uccide tutti i mostriciattoli, tranne Ciuffo Bianco, entrato in un centro commerciale per sfamarsi. Braccato da Billy, Kate e Gizmo, il gremlin riesce ad armarsi di una rivoltella e a raggiungere una fontana, nella quale cerca di riprodursi ancora. Arrivando su una macchina giocattolo, il mogwai apre un lucernario, esponendo Ciuffo Bianco alla luce del sole, che viene letteralmente liquefatto.
Qualche tempo dopo, i Peltzer sono di nuovo riuniti con Gizmo (in tv riportano le calamità accadute come isteria di massa). Improvvisamente giunge a casa loro Wing, venuto per riprendersi il mogwai. Rimprovera i Peltzer per la loro negligenza e critica la loro società occidentale per la sua disattenzione nei confronti della natura. Tuttavia, mentre si volta per andarsene, Gizmo, avendo stretto un legame con Billy, lo saluta. Un commosso Wing ammette che Billy potrebbe essere pronto un giorno e fino ad allora Gizmo lo aspetterà. Il film si chiude con la voce di Rand che ci invita a ispezionare accuratamente le nostre case se capitano strani eventi: un gremlin potrebbe aggirarsi tra di noi.

## Produzione
Nel 1943 Roald Dahl scrisse un libro per bambini intitolato I Gremlins e ne ricavò una sceneggiatura per un progetto avviato con la Disney che non vide mai la luce. Chris Columbus ha tratto l'ispirazione dal soggetto di tale film. La sceneggiatura iniziale di quest'ultimo era molto più orrorifica e prevedeva una scena in cui la madre di Billy viene uccisa dai gremlin e la sua testa fatta rotolare per le scale, un'altra in cui il cane di famiglia finisce divorato dai mostri e una in cui questi ultimi assaltano un McDonald's, mangiandone i clienti e rifiutandone gli hamburger.
Tim Burton è stato considerato da Spielberg come possibile regista, dopo aver visto il suo Frankenweenie, ma alla fine il produttore cambiò idea perché Burton non aveva mai diretto un lungometraggio.
Sono stati usati diversi pupazzi per il film, in alcuni casi erano piccoli e di plastica, mentre per Gizmo e i gremlin sono stati usati degli animatronics ideati da Chris Walas, dal costo di 30000-40000 dollari l’uno.
Un giorno, l'intera troupe dormì sul set a causa del ritardo dovuto ad un continuo malfunzionamento dei pupazzi.
Inizialmente Gizmo doveva essere il cattivo del film, trasformandosi volontariamente in gremlin. Fu Steven Spielberg a decidere di modificare questo aspetto della trama, trovando Gizmo troppo tenero e pensando che il pubblico volesse vederlo per l'intero film. Così nel film venne inventato il "Ciuffo Bianco" come antagonista principale.

## Accoglienza

### Incassi
Finanziariamente, Gremlins è stato un successo. Prodotto con un budget di 11 milioni di dollari, era più costoso di quanto Spielberg avesse originariamente previsto, ma era ancora relativamente economico per i suoi tempi.
Gremlins è uscito nelle sale nordamericane l'8 giugno 1984, lo stesso giorno di Ghostbusters. Gremlins si è classificato al secondo posto, con 12,5 milioni di dollari nel suo primo fine settimana, 1,1 milioni di dollari in meno rispetto a Ghostbusters. Alla fine delle sue proiezioni americane il 29 novembre, aveva incassato 148168459 $ a livello nazionale. Questo lo ha reso il quarto film di maggior incasso dell'anno, dietro Beverly Hills Cop, Ghostbusters e Indiana Jones e il tempio maledetto.
Oltre a questo, ci sono state anche lamentele da parte del pubblico sulla violenza rappresentata nel film. Queste lamentele erano particolarmente presenti nelle persone che avevano portato i loro figli a vedere il film, molte delle quali uscirono dal cinema prima che il film fosse finito. Dante ha in seguito ammesso ai giornalisti che "l'idea di portare un bambino di 4 anni a vedere Gremlins, pensando che sarebbe stato un film di animali divertente e coccolone e poi vedendo che si trasforma in un film dell'orrore, penso che le persone fossero sconvolte... Si sentivano come se avessero venduto qualcosa di adatto alle famiglie e non era interamente adatto alle famiglie."
Nel 1985 un nuovo passaggio nei cinema assestò l'incasso sui 153 milioni di dollari, che è il secondo incasso assoluto del genere commedia horror dopo Scary Movie. Il lordo mondiale attuale va oltre 212,9 milioni di dollari.
Il circuito home video portò ulteriori 80 milioni di dollari. In Italia il film è uscito in DVD nel 2000. Non è stata distribuita la special edition del 2002 contenente tra gli altri due commenti, le scene tagliate, un dietro le quinte oltre ai consueti trailer.

### Critica
Roger Ebert ha approvato il film, assegnando tre stelle su quattro e dichiarandolo non solo "divertente", ma anche una "acuta serie di parodie", che parodia efficacemente molte elementari trame cinematografiche. Secondo lui, Gremlins lo ha fatto in parte attraverso rappresentazioni di mondi misteriosi (il negozio di Chinatown) e donne anziane tiranniche (la signora Deagle). Ebert credeva anche che la regola per cui un mogwai non può mangiare dopo mezzanotte fosse ispirata alle fiabe e che le scene finali parodino i classici film dell'orrore. Ha collegato il discorso di Kate su suo padre con "la grande tradizione delle barzellette sui malati degli anni cinquanta".
Sebbene la maggior parte dei critici abbia generalmente recensito Gremlins in modo positivo, molti hanno ritenuto che il film fosse troppo cupo per una favola natalizia e troppo violento per un film per famiglie, rivolto principalmente a un pubblico di adolescenti. Vincent Canby del New York Times ha reagito in modo ambivalente, scrivendo che non era sicuro di come gli spettatori giovani avrebbero reagito alla scena della madre di Billy che usa un coltello per uccidere un gremlin in cucina. Un critico della BBC ha scritto nel 2000 che "La trama è sottile e il ritmo è di traverso". Tuttavia, il critico si complimentò anche per l'umorismo cupo in contrasto con l'ambientazione natalizia ideale.
Nonostante le critiche iniziali contrastanti, Gremlins ha continuato a ricevere elogi dalla critica nel corso degli anni ed è considerato da molti come uno dei migliori film del 1984. Attualmente detiene una valutazione dell'85% sul sito web di recensioni aggregate Rotten Tomatoes sulla base di 72 recensioni, con una valutazione media di 7,40/10. Il consenso recita: "Sia che tu scelga di vederlo come una dichiarazione sulla cultura del consumo o semplicemente come un film di popcorn con effetti speciali, Gremlins è un classico minore".

## Riconoscimenti
- 1985 - Saturn Award
  - Miglior film horror
  - Miglior regia a Joe Dante
  - Miglior attrice non protagonista a Polly Holliday
  - Migliori effetti speciali a Chris Walas
  - Miglior colonna sonora a Jerry Goldsmith
  - Nomination Miglior attore non protagonista a Dick Miller
  - Nomination Miglior attore emergente a Corey Feldman
  - Nomination Migliore sceneggiatura a Chris Columbus
  - Nomination Miglior trucco a Greg LaCava
- 1985 - Golden Screen
  - Miglior film
- 1985 - Young Artist Award
- Miglior film per famiglie o d'avventura
- Nomination Miglior attore emergente in un film commedia, musicale, d'avventura o drammatico a Corey Feldman
- 2012 - International Film Music Critics Award
  - Nomination Miglior Archivio storico Pubblicato di un Tema Esistente a Jerry Goldsmith, Michael Matessino, Bruce Botnick, Jeff Bond e Joe Sikoryak

## Influenza culturale
- Dal mogwai ha preso il nome il gruppo post-rock scozzese dei Mogwai.

## Altri media
Dalla serie di Gremlins sono stati tratti vari tipi di peluche, action figure, giochi da tavolo.

### Videogiochi
Diversi videogiochi legati a queste creature sono stati prodotti a partire dal 1985:
- Gremlins (1984), gioco d'azione per Atari 2600
- Gremlins (1984), gioco d'azione per diverse piattaforme, diverso dal precedente
- Gremlins: The Adventure (1985), avventura testuale per diversi home computer
- Gremlins 2: The New Batch (1990), basato in particolare sul secondo film, platform per vari home computer
- Gremlins 2: The New Batch (1990), diverso dal precedente, per Game Boy
- Gremlins 2: The New Batch (1990), diverso dal precedente, per NES
- Gremlins 2: The New Batch (1991), diverso dal precedente, per DOS
- Gremlins: Stripe Vs. Gizmo (2002), platform per Game Boy Advance.

Videogiochi crossover:
- LEGO Dimensions (2016), acquistando il Pacchetto Squadra Gremlins è possibile usare Gizmo e Ciuffo Bianco.
- MultiVersus (2022), Gizmo e Stripe sono personaggi giocabili.[15]

### Altri film
- I Gremlin appaiono come uno dei tanti antagonisti minori, provienienti da altri media franchise, nel film d'animazione LEGO Batman - Il film (2017).
- I Greamlin fanno un cameo nel film Space Jam: New Legends (2021).

## Sequel
Nel 1990 Joe Dante girò il sequel Gremlins 2 - La nuova stirpe. Nonostante il budget molto ricco di 50 milioni di dollari, il film rimase molto lontano per ispirazione e per incassi dal primo.
Nel 2020, a trent’anni di distanza dall’uscita di Gremlins 2, Chris Columbus ha rilasciato un'intervista a Collider affermando di aver già scritto la sceneggiatura di Gremlins 3, ma starebbe cercando di risolvere una questione di diritti con la Warner Bros. e ha espresso l'intenzione di non usare la CGI nel nuovo film.